# Ferdinando Toderini

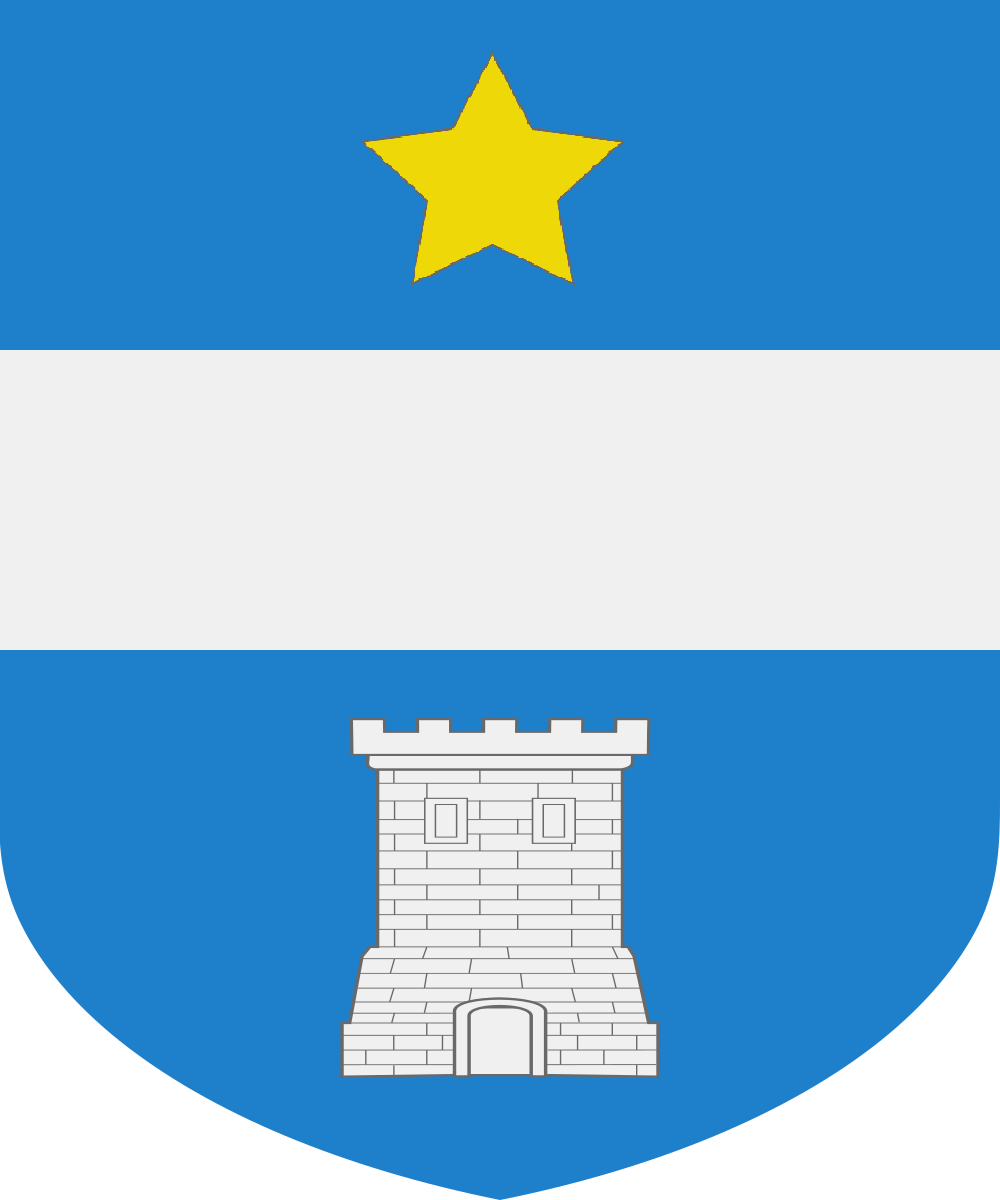
Stemma Toderini

Ferdinando Toderini de' Gajardis dalla Volta, patrizio veneto (8 febbraio 1727 – ...), è stato un letterato e intellettuale italiano del XVIII secolo.

## Biografia
Figlio di Teodoro e della N.D. Maddalena Priuli, nacque l'8 febbraio 1727. Si sposò con la N.D. Lucrezia Longo nel 1766, da cui ebbe Maria, Teodoro (nato nel 1770 e sposato nel 1797 con Elena Bocchi) e Maddalena Maria Teresa (sposatasi il 9 febbraio 1788 con Marsilio Annibale Papafava dei Carraresi). Fu iscritto nel Libro d'Oro della Nobiltà Veneta il 18 febbraio 1727.
Discendente dai conti Gagliardis dalla Volta, abitò a Codognè nella sontuosa villa fatta costruire dai suoi predecessori su disegno dell'architetto padovano Gerolamo Frigimelica, e fu membro del Consiglio dei Quaranta.
Nella sua casa di Codognè ospitò il giovane Ugo Foscolo, il quale dedicò due odi, La Croce e Il mio tempo, alla figlia Maria in occasione della sua monacazione. Queste odi, assieme a opere di altri letterati italiani contemporanei tra cui Paolo Costa, furono raccolte da Gaetano Fiacchi e sono contenute in un Canzoniere in tre volumi fatto stampare dal Toderini per l'occasione in cui la figlia vestì l'abito sacro.
La Critica alla commedia goldoniana Il filosofo inglese di Giorgio Baffo è indirizzata contro Ferdinando Toderini, che aveva difeso ed elogiato quest'opera di Goldoni, accostando la figura del protagonista Jacobbe agli antichi stoici e rimarcando l'abilità goldoniana di mostrare i sentimenti dei personaggi tramite le loro azioni, piuttosto che con le parole. Come ringraziamento Goldoni gli offrì la dedica de Le Massere.
Anche Iacopo Vittorelli dedica quattro componimenti poetici a Fernando Toderini: La XXXII ode fu scritta «per la recuperata salute del nobil uomo Ferdinando Toderini», mentre
il XIV sonetto in occasione di un carnevale. I sonetti XVI e XVII sono in occasione della monacazione della figlia.